# Patricia Johanson

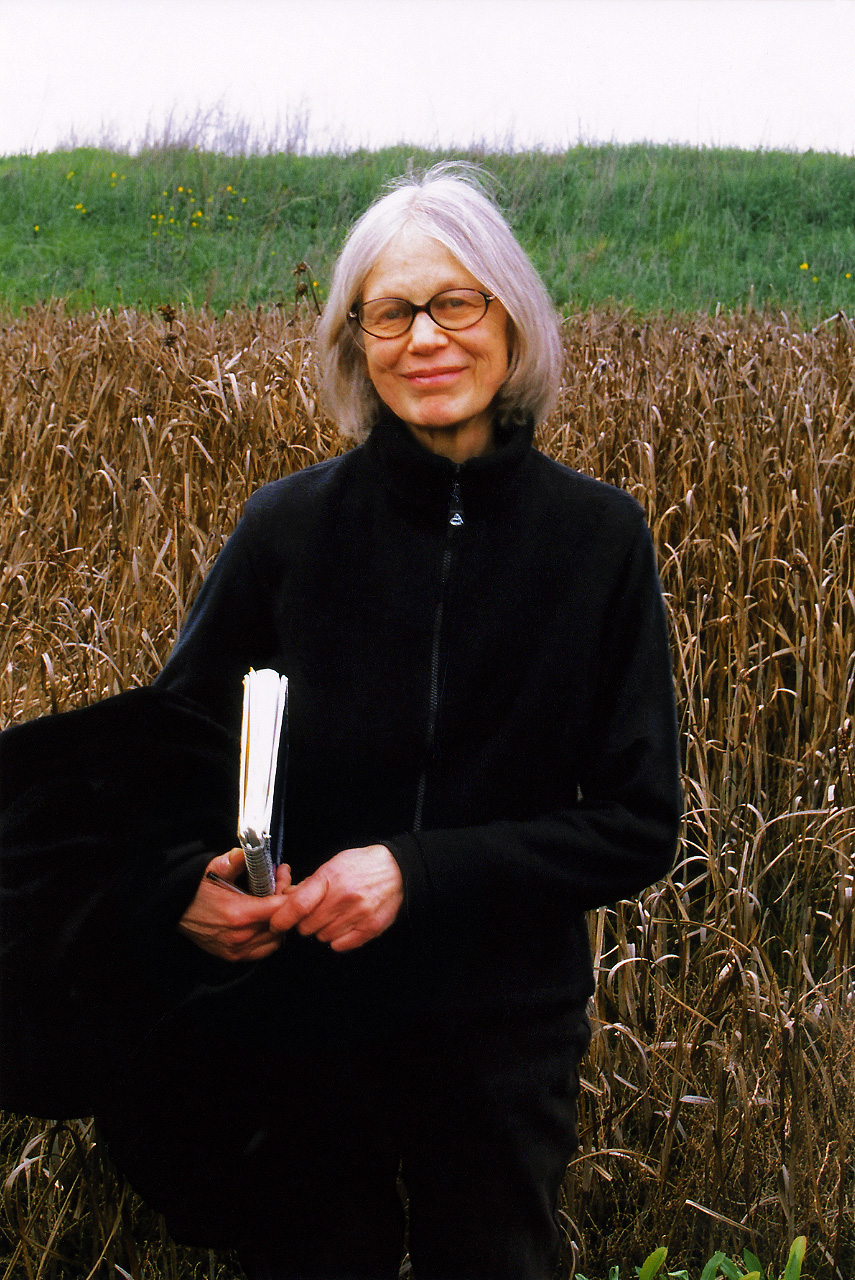
Patricia Johanson (2005)

Patricia Maureen Johanson (* 8. September 1940 in New York, NY; † 16. Oktober 2024 in Buskirk, New York) war eine US-amerikanische Landschaftsarchitektin, Environment- und Konzept-Künstlerin, Malerin und Bildhauerin. Ihre frühen Werke schuf sie im Stil des Minimalismus.

## Leben
Sie war die Tochter von Elvar Einar Johanson und Elizabeth, geb. Deane. 1958 besuchte sie die Brooklyn Museum Art School. Anschließend studierte sie am Bennington College, wo der Bildhauer Tony Smith zu ihren Hochschullehrern gehörte. Zu dieser Zeit war sie Mitglied der Art Students League of New York. 1962 schloss sie das Studium mit dem Bachelor ab. Ihren Master erlangte sie zwei Jahre später am Hunter College. Dort war sie eine Schülerin von Smith, Paul Terence Feeley, Ad Reinhardt und Kunstkritiker Eugene Goossen (1920–1997). Später heiratete sie Goossen, aus der Ehe gingen drei Söhne hervor.
Johanson arbeitete unter anderem für das amerikanische Magazin House & Garden, für das sie 150 Gärten-Entwürfe gestaltete (1969). Daraufhin entwickelte sie ein Interesse an Landschaftsarchitektur und Land Art.
1971 begann Johanson ein weiteres Studium an der City College School of Architecture, das sie 1977 mit dem Bachelor of Architecture (B. Arch.) abschloss. Sie wurde finanziell gefördert durch den National Endowment for the Arts Grant (1975) und zwei Guggenheim-Stipendien (1970 und 1980).
Sie lebte in Buskirk, einem Weiler in Rensselaer County. Dort starb sie im Oktober 2024 im Alter von 84 Jahren an Herzversagen.

## Werk
Johanson begann in den 1960er Jahren, Kunstwerke zu schaffen, die dem Minimalismus zugeordnet werden können. Sie bemalte unter anderem großformatige Konstruktionen aus Holz, Stahl und anderen Materialien. Später wandte sie sich der Land Art zu, wobei sie neben dem künstlerischen Aspekt durch ihre Arbeiten auch ökologische Verbesserungen (Schaffung von Lebensräumen für Tiere und Pflanzen aus vorher verunreinigten Gebieten) und neue Erholungsräume (Parks, Gärten) für Menschen zum Ziel hatte. Zunächst schuf sie Zeichnungen, in denen sie ihre Ideen für solche Projekte festhielt. Dabei gab sie den topografischen Objekten häufig den Umriss von Lebewesen.
Eines ihrer wichtigsten realisierten Projekte ist Leonhardt Lagoon (1981–1986) im Fair Park, einem Erholungs- und Bildungskomplex in Dallas. Dabei arbeitete sie mit dem Dallas Museum of Natural History zusammen. Sie wandelte ein zuvor stark geschädigtes Gewässer durch Uferbepflanzung in eine Biozönose um und erschloss es für die Besucher durch zwei große, skulpturale Wege aus Spritzbeton, die die Form einheimischer Pflanzenarten haben. Ein weiteres bedeutendes Projekt, an dem Johanson rund ein Jahrzehnt lang arbeitete, war Petaluma Wetlands Park and Ellis Creek Water Recycling Facility. Zusammen mit einem Team von Ingenieuren gestaltete sie eine neue Kläranlage für die kalifornische Stadt Petaluma. Den Teichen, welche als Lebensraum für Vögel und Pflanzen dienen, gab sie dabei die Form einer gefährdeten Erntemaus (Reithrodontomys raviventris).
Johansons Arbeiten referenzieren häufig Werke der verstorbenen Malerin Georgia O’Keeffe, die ihre Mentorin war, z. B. durch die Darstellung von Knochen und Schädeln. Dabei weicht der Umgang der beiden Künstlerinnen mit dem Thema Natur jedoch stark voneinander ab. Das Brooklyn Museum zeigte 2017 als Teil seiner Reihe „Artist’s Eye“ Johansons künstlerische Reaktion auf die dortige Ausstellung Georgia O’Keeffe: Living Modern in Form von Bildern, Skulpturen, Fotografien und Kleidung.
Werke von Johanson befinden sich unter anderem in den Sammlungen des Dallas Museum of Art, Metropolitan Museum of Art, Museum of Modern Art, Storm King Art Center in Mountainville, New York, Allen Memorial Art Museum in Oberlin und National Museum of Women in the Arts.
Werke und Projekte (Auswahl)

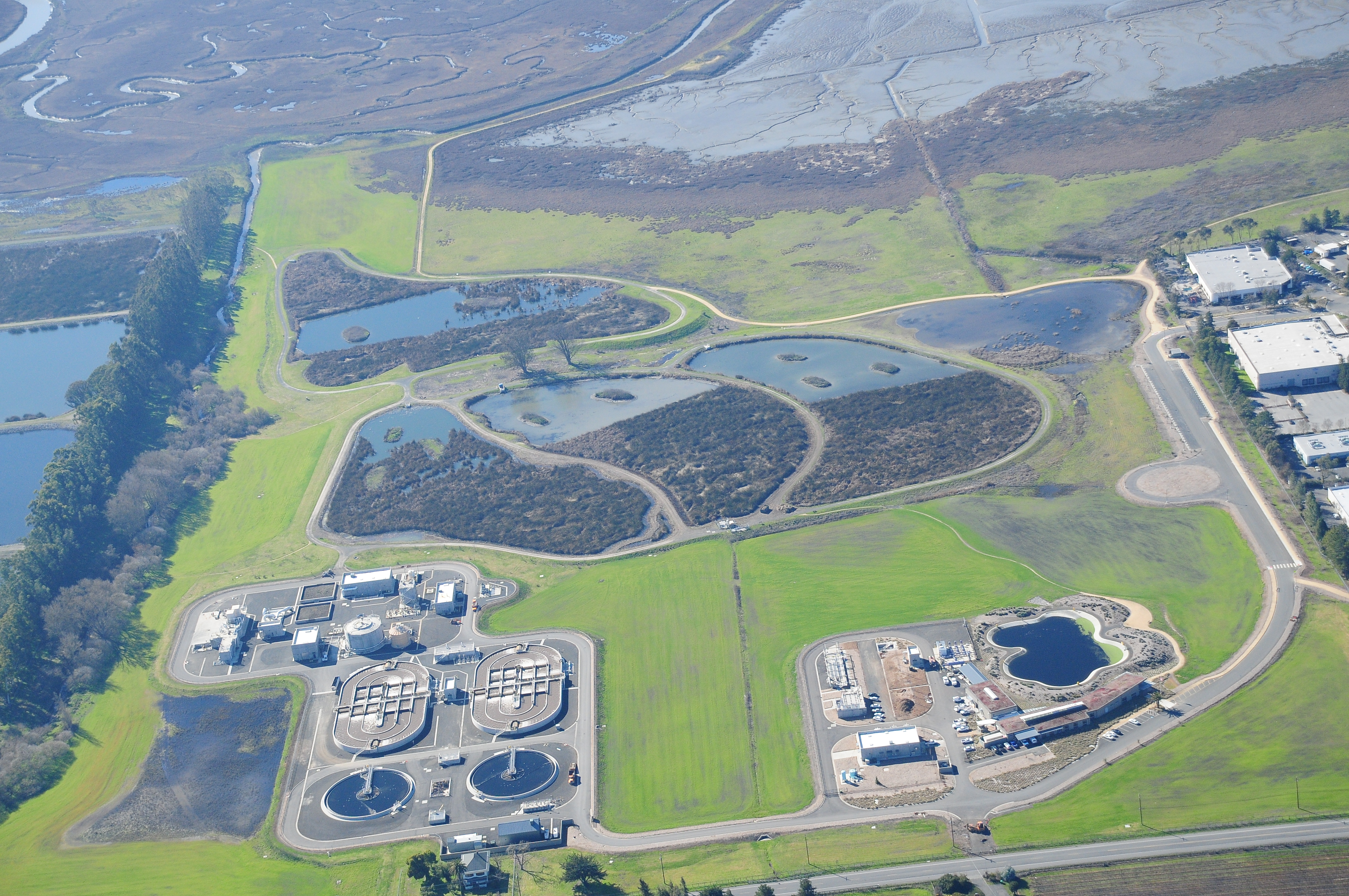
Ellis Creek Water Treatment Facility in Petaluma

- William Rush (bemalte Plattenbalken), Stahl, 1966
- William Clark (Öl-Gemälde), 1967
- Stephen Long (bemalte Sperrholzleisten an Bahngleis in Buskirk, New York), 487 m, 1968
- Turtle Mound (Projektzeichnung), 1969
- Cyrus Field (Linienlabyrinth), Marmor, Zement und Rotholz, 1970–1971, Buskirk
- Gila Monster – Shadow House – Translation of Pattern to Hypothetical Facade, Tinte, Kohle und Conté-Wachsmalstift auf Velinpapier, 77 × 152,3 cm, 1978, Museum of Modern Art[8]
- Cyrus Field (Steg durch Wald bei Buskirk), Marmor, Beton und Holz, 1970
- Nostoc II (Skulptur, 148 Felsbrocken auf kreisähnlichen Pfaden angeordnet, Form basiert auf Molekular-Struktur von Nostoc-Algen), 1975, auf 350 m² Waldgelände des Storm King Art Centers in Mountainville, New York[9]
- Study for „Flower Fountain“ (Projektzeichnung), Tinte und Kohle auf Velinpapier, 91,4 × 129,5 cm, 1980, Metropolitan Museum of Art[10]
- (Maquette for) „Flower Fountain“ (Maquette), Steinzeug und Fiberglas, 127 × 81,3 × 17,8 cm, 1980, Metropolitan Museum of Art[10]
- Tidal Color Gardens (Projektzeichnung), 1981–1982
- Leonhardt Lagoon, Fair Park, Dallas, 1981–1986
- Endangered Garden, Sunnydale Facilities, Candlestick Cove, San Francisco, 1987–1997
- Park for the Amazon Rainforest, Obidos, 1992
- Nairobi River Park, Nairobi, 1995
- Ulsan Grand Park, Ulsan, 1996
- Ribbon Worm Tidal Steps (Küstenweg mit Pumpstation und Tank), Bucht von San Francisco, 1997
- Petaluma Wetlands Park, Ellis Creek Water Recycling Facility, Petaluma, 2001–2009
- Sugar House Pedestrian Crossing, Salt Lake City, ab 2003

## Ausstellungen (Auswahl)

### Einzelausstellungen
- 1967: Patricia Johanson: Paintings, Tibor de Nagy Gallery, New York
- 1982: Patricia Johanson: A Project for the Fair Park Lagoon, Dallas Museum of Fine Arts
- 1987: Patricia Johanson: Drawings and Models for Environmental Projects, 1969–1986, Berkshire Museum, Pittsfield
- 1991: Patricia Johanson: Public Landscapes, Painted Bride Art Center, Philadelphia
- 2001: Patricia Johanson: An Artist’s Vision for Community, Salina Art Center, Salina

### Gruppenausstellungen
- 1968: The Art of the Real, Museum of Modern Art, New York und Grand Palais, Paris (Wander-Ausstellung, mit Katalog)
- 1979: Gifts of Drawing, Museum of Modern Art, New York
- 1992: Fragile Ecologies: Artists Interpretations and Solutions, Queens Museum of Art, New York (Wander-Ausstellung, mit Katalog)
- 2004:  Minimal Future? Art as Object: 1958–1968, Museum of Contemporary Art, Los Angeles[11]
- 2012: Ends of the Earth: Land Art to 1974, Museum of Contemporary Art, Los Angeles und Haus der Kunst, München (mit Katalog).
- 2012: Green Acres: Artists Farming Fields, Greenhouses and Abandoned Lots, Contemporary Arts Center, Cincinnati, Ohio; auch 2013 im Arlington Arts Center, Arlington, Virginia und American University Museum, Washington, D.C.[12]
- 2013: My Brain Is in My Inkstand: Drawing as Thinking and Process. Cranbrook Art Museum, Bloomfield Hills, Michigan[13]
- 2014: Beyond Earth Art, Herbert F. Johnson Museum of Art, Ithaca[14]
- 2018: Endangered Species, Whatcom Museum, Bellingham[15]
- 2019: Color Fields: 1960s Bennington Modernism, Bennington Museum, Bennington[16]

## Auszeichnungen
- 1970: Guggenheim-Stipendium
- 1976: United Nations International Women’s Year Award
- 1979: Gold-Medaille, Accademia di belle arti (ABA), Parma
- 1980: Guggenheim-Stipendium
- 1995: Ehrendoktorwürde des Massachusetts College of Art, Boston
- 2003: Arts and Healing Network Award[17]